# Teresa Lourenco
Teresa Antebi (* 1981 in San Fernando als Teresa Lourenco) ist ein Model aus Trinidad und Tobago.

## Leben und Karriere
Im Alter von 14 Jahren zog Lourenco mit ihrer Familie nach Hamburg-Eimsbüttel. Sie wurde auf der Straße von Ted Linow entdeckt und avancierte zum Lieblingsmodel von John Galliano. In den 2000er-Jahren gehörte sie zur Riege der internationalen Top-Models und war mit dem Basketballspieler Richard Jefferson verheiratet. Sie war 1999 auf dem Titel von Vogue, Elle, im Mai 2005 auf dem Titel von Cosmopolitan. Lourenco lief zwischen 1997 und 2000 in Modeschauen der Haute Couture für Christian Dior, Chanel, Jean-Paul Gaultier und Valentino und war in Anzeigenkampagnen tätig, unter anderem für Emanuel Ungaro, Ralph Lauren, Samsung, Tommy Hilfiger, Victoria’s Secret, Wolford und Yves Saint Laurent. Lourenco trat im Jahr 2000 im Musikvideo zur Single „Again“ von Lenny Kravitz auf.
Jean-Paul Gaultier lobte Lourenco. „Ich bin hingerissen von diesem Mädchen, weil sie das verkörpert, wofür die moderne Gesellschaft steht. (…) Sie ist wie die nächste Christy Turlington.“
Derzeit (Stand: 2017) lebt Lourenco in New York. Sie ist verheiratet mit Marcus Antebi, dem Gründer der US-amerikanischen Gastronomiekette Juice Press.